# Mistrzostwa Świata Wojskowych w Zapasach 1979
Mistrzostwa Świata Wojskowych w zapasach w 1979 rozgrywane były w 23 października w Bagdadzie.

## Tabela medalowa
Gospodarz zawodów został zaznaczony kolorem.
| Poz. | Państwo           |    |    |    | Łącznie |
| ---- | ----------------- | -- | -- | -- | ------- |
| 1    | Iran              | 10 | 1  | 2  | 13      |
| 2    | RFN               | 4  | 2  | 3  | 9       |
| 3    | Stany Zjednoczone | 3  | 5  | 5  | 13      |
| 4    | Irak              | 1  | 6  | 3  | 10      |
| 5    | Francja           | 1  | 0  | 2  | 3       |
| 6    | Turcja            | 0  | 5  | 4  | 9       |
|      | Łącznie           | 19 | 19 | 19 | 57      |

## Rezultaty

### Mężczyźni

#### Styl klasyczny
| Konkurencja         | Złoto              | Srebro            | Brąz                      |
| Kategoria do 48 kg  | Ridha Najish       | Hazim Abdul Ridha | Christoph Hellmann        |
| Kategoria do 52 kg  | Naser Esmaili      | Beatly            | Hamid Abdul Karazz        |
| Kategoria do 57 kg  | Antonio Jannaccone | Robert Hermann    | Makadir                   |
| Kategoria do 62 kg  | Benny Miller       | Nsei Matosz       | Esmail Mirzaie            |
| Kategoria do 68 kg  | Ahmad Bannaie      | Bernhard Brucker  | Mohammed Moustafa Mahmoud |
| Kategoria do 74 kg  | Erich Klaus        | Ekle Sayn         | Blatear                   |
| Kategoria do 82 kg  | Pokotly            | Safaa Ali Nema    | Dhafir Tarkek             |
| Kategoria do 90 kg  | Orgik              | Khalaf Hamadan    | Sinan                     |
| Kategoria do 100 kg | Smootis            | Dormatky          | Zadeh                     |
| Kategoria do 130 kg | Farhan Mohammed    | Arken             | Lohran                    |

#### Styl wolny
| Konkurencja         | Złoto              | Srebro                 | Brąz            |
| Kategoria do 48 kg  | Khalil Sheikhsofla | Mohammed Qassim Jabbar | Wenby           |
| Kategoria do 52 kg  | Naser Esmaili      | Lebnane Jouda          | Remky           |
| Kategoria do 57 kg  | Muhamemd Rose      | Aldeen Badr            | Ali Ihsan       |
| Kategoria do 62 kg  | Mohammed Ansri     | Michael Kuhn           | Kemyhya         |
| Kategoria do 68 kg  | Khosrow Zamani     | Wilyamis               | Karl-Heinz Ruch |
| Kategoria do 74 kg  | Martin Knosp       | Mohammadreza Taheri    | Welz            |
| Kategoria do 82 kg  | Abolghasem Ashja   | Abdul Rahman Mohammed  | Alfred Sterr    |
| Kategoria do 90 kg  | Helheit            | Back                   | Saeed Shin      |
| Kategoria do 100 kg | Ali Bronzy         | Lehamn                 | Arken           |